# Mamiano
Mamiano Traversetolo településrésze (frazione), 4,93 kilométerre fekszik Traversetolotól. Mamiano népessége 635 fő, tengerszint feletti magassága 157 méter. A település védőszentje Szent Balázs.